# José Antonio Ocampo
José Antonio Ocampo Gaviria (Santiago de Cali, 20 de diciembre de 1952) es un economista, sociólogo y político colombiano. En el gobierno colombiano ha ejercido como Ministro de Agricultura, Ministro de Hacienda en dos ocasiones y Director de Planeación Nacional, mientras que en el campo internacional ha sido Director Ejecutivo de la CEPAL (1998-2003), y Secretario General Adjunto del Departamento de Asuntos Económicos y Sociales de Naciones Unidas (2003-2007). Es considerado uno de los economistas más destacados de Colombia. Fue codirector del Banco de la República (2017-2019) y ha sido profesor de varias universidades entre ellas la Universidad de Columbia. 

## Biografía

### Primeros años y educación
Hijo del exministro y exrector de la Universidad del Valle Alfonso Ocampo Londoño y de Tulia Gaviria de Ocampo; tras realizar sus estudios primarios y secundarios en Cali, ingresó a la Universidad de Notre Dame (Estados Unidos), donde obtuvo sus títulos de economista y sociólogo en 1972. En 1976 se doctoró en economía y ciencia política en la Universidad de Yale a la edad de 23 años.
Regresó al país para vincularse al Centro de Estudios de Desarrollo Económico (CEDE) de la Universidad de Los Andes, y como docente en esta universidad y en la Universidad Nacional de Colombia. En 1982 dejó el CEDE, del que ya era su director, para ser director alterno y posteriormente director de Fedesarrollo. En 1988 recibió el Premio Nacional de Ciencias Alejandro Ángel Escobar, como parte del equipo de investigadores que publicó la "Historia económica de Colombia".

### Trayectoria en el sector público (1989-1994)
Para 1989, Ocampo saltó de la academia a la política económica, como asesor del gobierno nacional en asuntos cafeteros; desde entonces se identificaría con el ala de centro-izquierda del Partido Liberal. En 1990, Ernesto Samper fue nombrado Ministro de Desarrollo Económico, y Ocampo fungió como su principal asesor, participando (junto a Samper y Eduardo Sarmiento Palacio) en un fuerte debate académico-político con el ministro de Hacienda Rudolf Hommes y el director de Planeación Armando Montenegro por el manejo de la apertura económica. En 1991 regresó a su labor investigativa.
Para 1993 regresó al gobierno nacional como Ministro de Agricultura del gobierno del presidente César Gaviria y tras la elección de Samper como Presidente en 1994 pasó a la Dirección del Departamento Nacional de Planeación. En 1996 sucedió a su amigo Guillermo Perry Rubio como Ministro de Hacienda y Crédito Público de Colombia y se mantuvo en el cargo, coordinando toda la política económica del gobierno de Ernesto Samper.

### Trayectoria en organismos internacionales (1998-2007)
Su renuncia como ministro de hacienda del gobierno Samper se produjo al ser designado Secretario Ejecutivo de la Comisión Económica para América Latina y el Caribe, CEPAL, adquiriendo cierta influencia internacional. En agosto de 2003 fue designado por el Secretario General de la ONU Kofi Annan como Secretario General Adjunto para Asuntos Económicos y Sociales, convirtiéndose en el colombiano con la más alta posición en la historia de las Naciones Unidas. Ocupó este cargo hasta mediados de 2007. Más tarde se vinculó como profesor del School of International and Public Affairs de la Universidad de Columbia.
El 23 de marzo de 2012, Ocampo fue nominado por varios países en desarrollo como candidato para presidir el Banco Mundial, en sustitución de Robert Zoellick. Sin embargo, el 13 de abril del mismo año anunció el retiro de su candidatura, aludiendo que este proceso no evalúa los méritos del candidato sino más su afinidad política.

### Incursión en el debate político
Durante 2012 participó en la gestación del movimiento ciudadano Pedimos la Palabra, llegando a ser propuesto por diferentes analistas y medios de comunicación como potencial candidato para las elecciones presidenciales de 2014. En mayo de 2013, el vocero del movimiento Progresistas Antonio Navarro Wolff lideró una iniciativa para presentar una tercería política en 2014, propuso el nombre de José Antonio Ocampo como uno de los posibles abanderados de esta convergencia para la Presidencia de la República.

### Décadas recientes
En el año 2014 Ocampo fue nombrado director de la «Misión Rural», un grupo de economistas expertos contratada por el gobierno de Juan Manuel Santos para dar un diagnóstico de la problemática rural del país. Dentro de este grupo se encontraban también Cecilia López Montaño y Juan Camilo Restrepo. La misión dio sus conclusiones en el año 2015.
En febrero de 2017, Ocampo fue nombrado codirector del Banco de la República por el presidente Santos; presentó su renuncia en diciembre de 2019 durante el gobierno de Iván Duque.
En junio de 2022 Ocampo fue designado como ministro de hacienda del gobierno de Gustavo Petro, cargo que ejerció hasta abril de 2023.

## Reconocimientos
Ocampo ha recibido varios premios y reconocimientos por su labor académica y económica. A continuación se mencionan algunos.
En 1997, recibió la Orden de Boyacá en el grado de Gran Cruz.
En 2008 Ocampo recibió el Leontief Prize otorgado por el Global Development and Environment Institute de la Universidad Tufts.
En 2012 el premio Jaume Vicens Vives de la Asociación Española de Historia Económica en la categoría de «Mejor libro de historia económica de España o Latinoamérica».
En el año 2013, Ocampo recibió el doctorado honoris causa otorgado por la Universidad Nacional de Colombia.

En el 2014 recibió el doctorado honoris causa por la Universidad Complutense de Madrid.
Ocampo es también académico emérito de la Academia Colombiana de Ciencias Económicas.